# Jeníkovice (Meclov)
Jeníkovice (deutsch Dingkowitz) ist ein Gemeindeteil von Meclov (deutsch Metzling) im westböhmischen Okres Domažlice in Tschechien.

## Geographie
Das Dorf liegt circa drei Kilometer südlich von Horšovský Týn.

## Geschichte

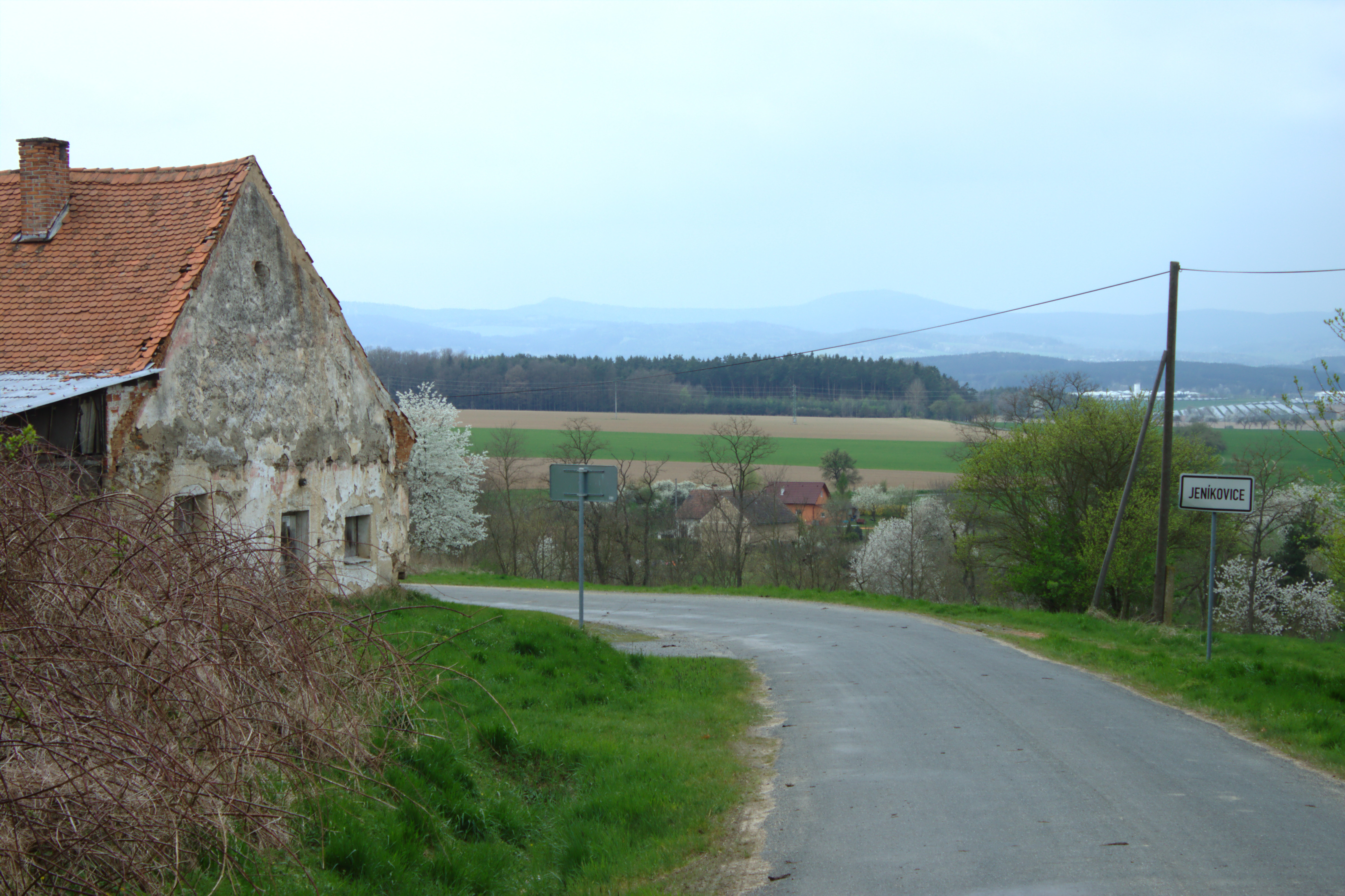
Östliche Ortseinfahrt von Jeníkovice

Dingkowitz wird im Jahr 1312 erstmals erwähnt. 1587 zählte der Ort, der zur Herrschaft Bischofteinitz gehörte, fünf Häuser. 1789 wurde der Ort mit 13 Hausnummern und einem Meierhof mit Schäferei angeführt. 1839 wurden 112 Bewohner gezählt.
1913 hatte Dingkowitz 134 Einwohner und einen Meierhof mit 119,76 Hektar, der dem Fürsten Trauttmansdorff gehörte. Bis 1920 bildete Dingkowitz mit Wostirschen und Nemtschitz eine politische Gemeinde, dann wurde es selbständig.
1939 hatte Dingkowitz 127 Einwohner. Die Gemeinde hatte 1937 eine Fläche von 270,29 Hektar.
Nach dem Münchner Abkommen im September 1938 wurde Dingkowitz dem Deutschen Reich zugeschlagen und gehörte bis 1945 zum Landkreis Bischofteinitz.
1980 wurde Jeníkovice zu Meclov eingemeindet. Am 3. März 1991 hatte der Ort 33 Einwohner; beim Zensus von 2001 lebten in den 11 Wohnhäusern von Jeníkovice 40 Personen.

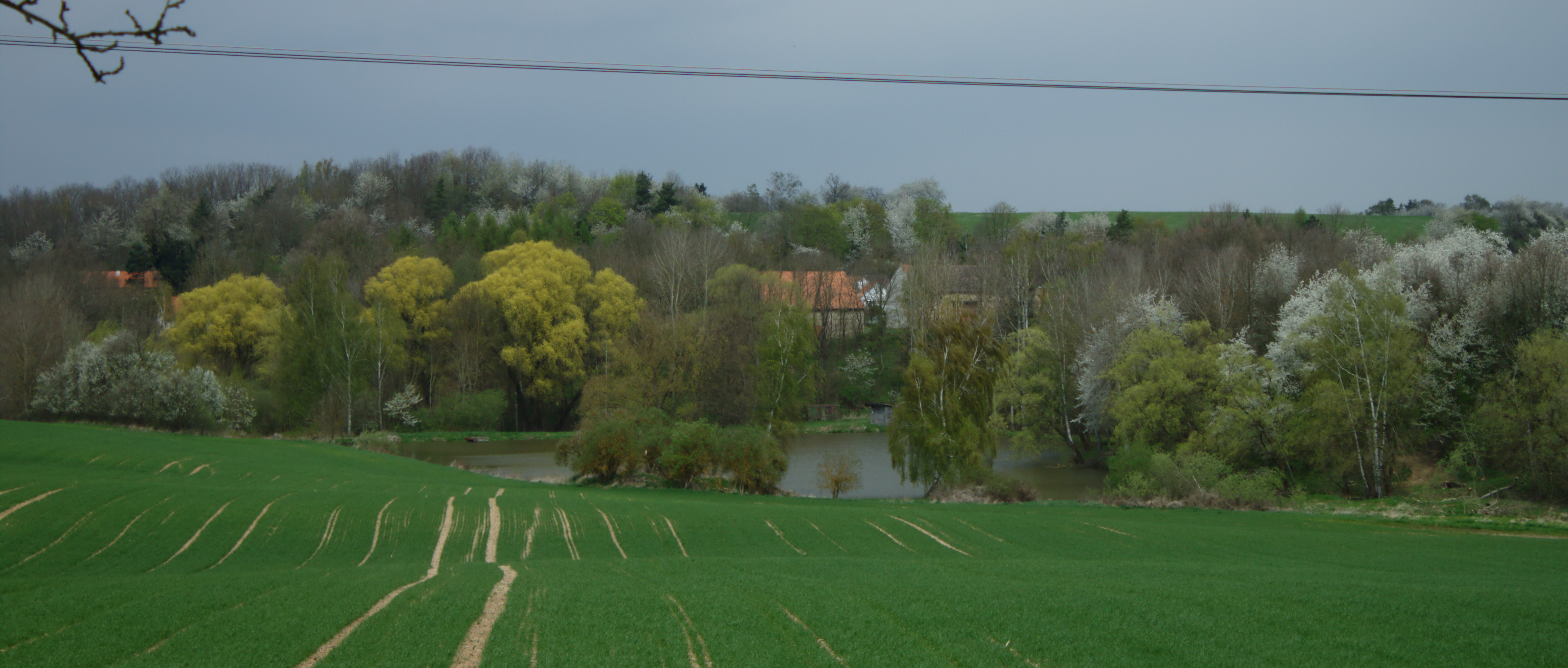
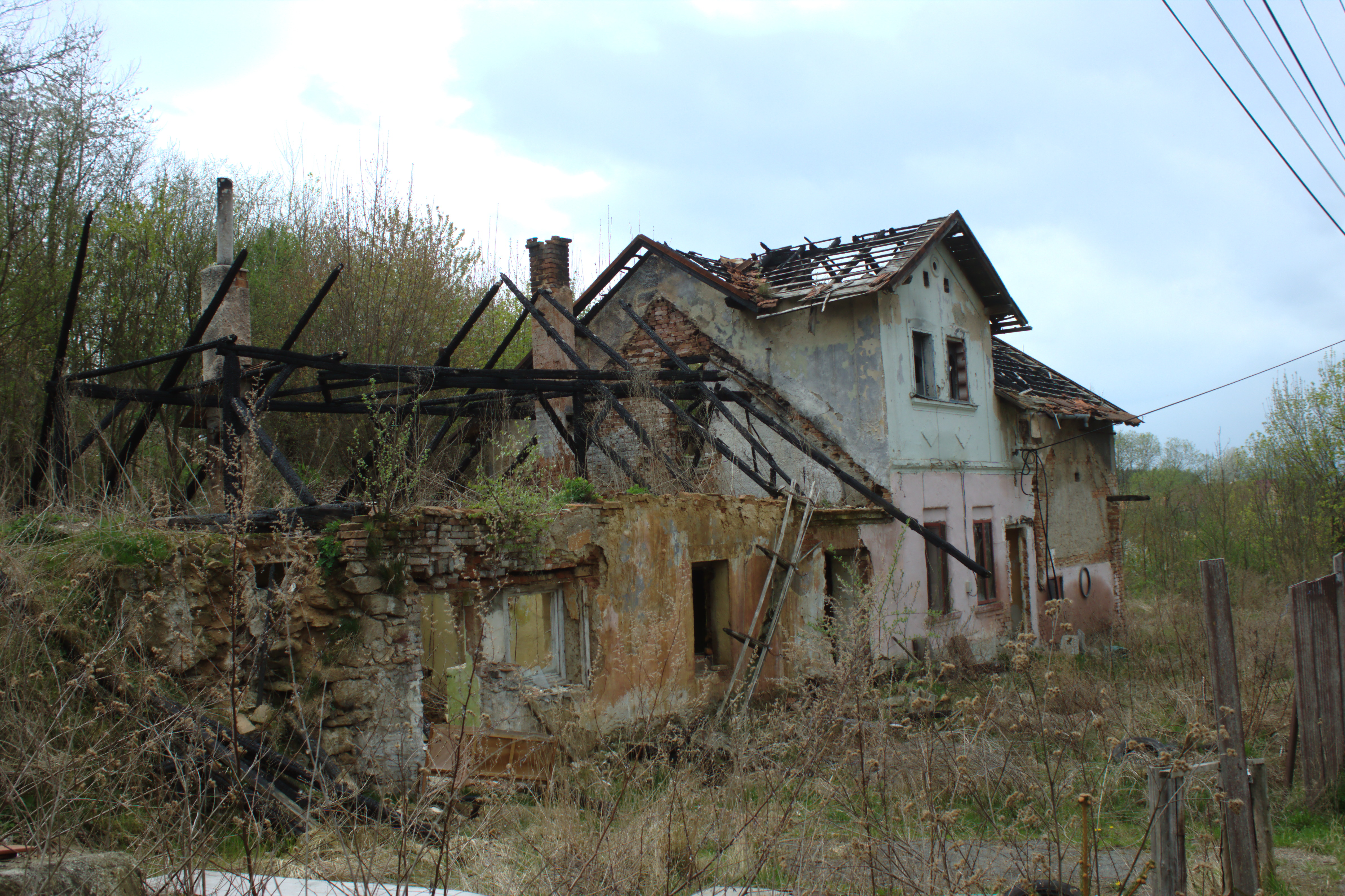
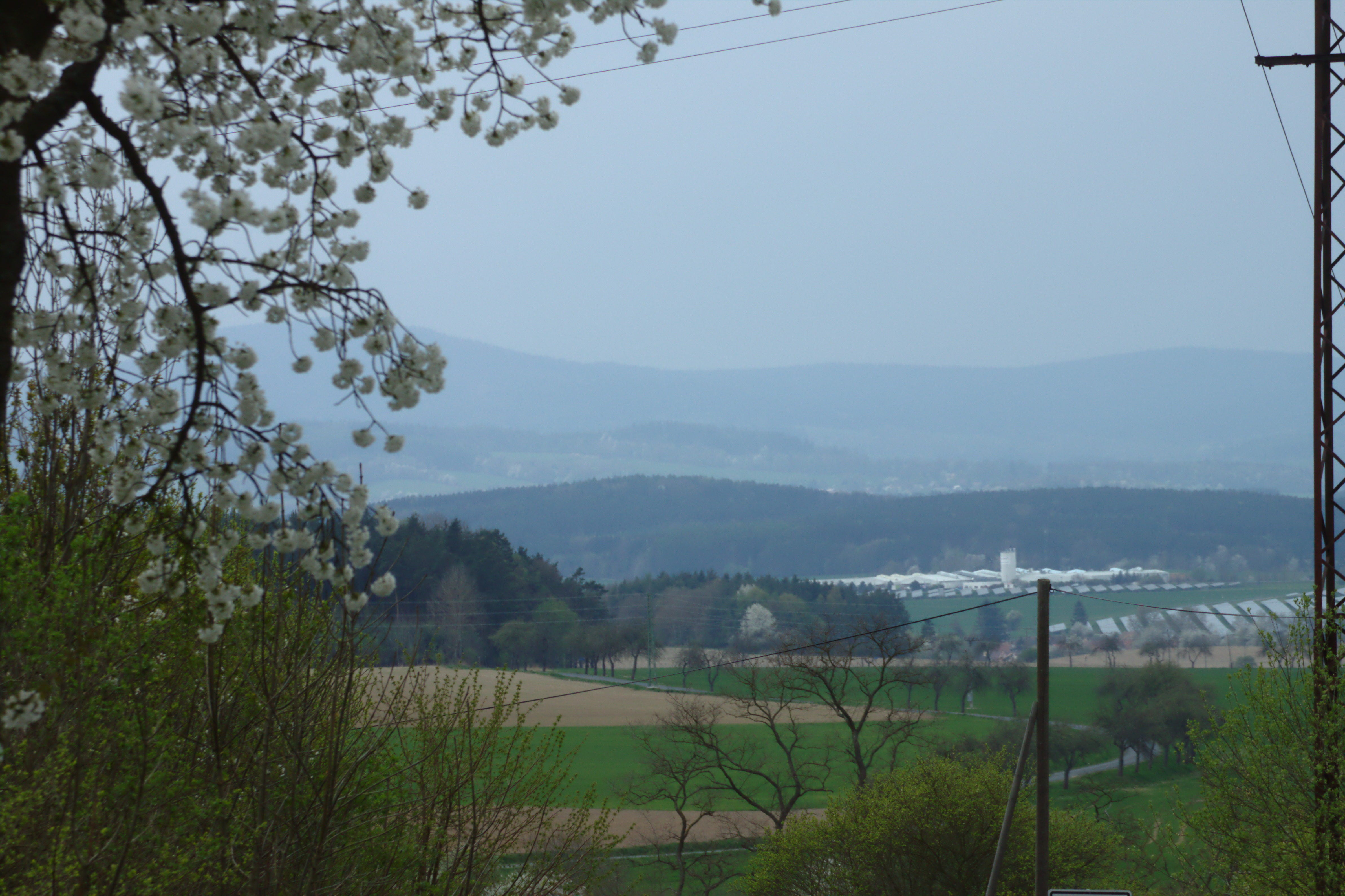